# Epipactis stephensonii
Epipactis stephensonii là một loài thực vật có hoa trong họ Lan. Loài này được Godfery mô tả khoa học đầu tiên năm 1933.